# Клаус Кейл
Клаус Кейл (1934—2022) — американський дослідник метеоритів, професор Гавайського університету в Маноа

## Біографія
Клаус Кейл працював директором Гавайського інституту геофізики та планетології і директором Інституту метеоритики Університету Нью-Мексико
Відомий дослідженнями мінералів у метеоритах і своїм внеском у розуміння природи, походження та еволюції батьківських тіл метеоритів. Першим застосував рентгеноспектральний мікроанализ для дослідження зразків метеоритів, є одним зі співавторів енергетичного дисперсійного рентгенівського спектрометра.
Клаус Кейл є батьком професійних тенісистів Марка Кейла і Кетрін Кейл.

## Відзнаки
- Медаль Леонарда[en] від Метеоритного товариства[en] (1988)
- Медаль Лоуренса Сміта[en] від Національної академії наук США (2006)
- На честь Кейла названо астероїд 5054 Кейл[6] і мінерал кейліт[en][7]